# Orville Peck
Orville Peck, pseudonimo di Daniel Pitout (Johannesburg, 6 gennaio 1988), è un cantante e polistrumentista sudafricano residente in Canada.
Si è imposto all'attenzione internazionale grazie alla sua immagine pubblica caratterizzata dall'indossare una maschera frangiata che copre totalmente il suo volto.

## Biografia
Peck è nato a Johannesburg dove ha vissuto fino all'età di 15 anni. Sin da giovane ha sviluppato un grande interesse per la musica, imparando a suonare sia la chitarra che la tastiera. Durante l'adolescenza, ha studiato danza classica per 12 anni che gli ha permesso di esibirsi a molte tournée nazionali di musical. All'età di 20 anni si è trasferito a Londra per studiare recitazione alla London Academy of Music and Dramatic Art, recitando poi in uno spettacolo teatrale nella zona di West End.
È salito alla ribalta nel 2019 con la pubblicazione del suo album di debutto Pony, pubblicato dall'etichetta Sub Pop. Nel giugno dello stesso anno, si è esibito con i singoli Dead of Night e Take You Back in diretta al programma Q su CBC Radio One. L'album è stato inserito nella lista preliminare dell'edizione 2019 del Polaris Music Prize per il miglior album discografico canadese, nonché una candidatura ai Juno Awards 2020 all'Alternative album dell'anno.
A gennaio 2020 si è esibito con Dead of Night al Jimmy Kimmel Live!, annunciando inoltre una mini tournée in alcune città statunitensi, con alcune tappe svoltasi anche al Coachella ed al Stagecoach Festival. Nel maggio 2020, Peck ha annunciato il seguito del suo album di debutto, un EP dal titolo Show Pony, con data di uscita prevista per il 12 giugno 2020. Tuttavia l'uscita dell'EP è stata posticipata per il mese di agosto, come gesto di solidarietà al movimento Black Lives Matter e delle proteste in corso contro la brutalità della polizia negli Stati Uniti. Nel 2021 ha collaborato con artisti del calibro di Trixie Mattel, Lady Gaga e K.d. lang. Nel 2025 ha esordito a Broadway nel musical Cabaret.

## Stile musicale e temi

### Immagine
Prima di annunciare pubblicamente la sua vera identità, questa è stata tenuta nascosta al pubblico fino al 2022. È stato successivamente confermato che Orville Peck è un personaggio di Daniel Pitout, ex batterista del gruppo punk canadese Nü Sensae. In precedenza si era ipotizzato che Pitout fosse Peck in base a varie somiglianze artistiche dei due personaggi tra cui i tatuaggi, le origini sudafricane e alle esperienze teatrali nella zona di West End. Pitout è inoltre accredidato dall'ASCAP come autore di varie canzone di Orville Peck tra cui Old River e Roses Are Falling.

### Influenze
Peck afferma che è stato fortemente ispirato alla musica country degli anni settanta e cita come influenze musicali artisti del calibro di Waylon Jennings, George Jones, Tammy Wynette, Johnny Cash, Willie Nelson, Gram Parsons, Emmylou Harris, Bobbie Gentry, Reba McEntire e Dolly Parton. Della Parton ha affermato in particolare che: "quando l'ho scoperta per la prima volta, pensavo che fosse come un personaggio; non sapevo che fosse una persona reale che faceva musica. È questa la bellezza di quell'epoca della musica country che mi ispira: queste versioni amplificate di te stesso, così che da un lato è davvero sincero e dall'altro è più grande della vita, ma è bello che queste cose possano vivere fianco a fianco". Peck afferma che Merle Haggard è il suo artista preferito di quel periodo, poiché è strettamente legato allo stile di scrittura di Haggard delle sue canzoni nonostante la sua natura riservata, spiegando: "Si trattiene molto, ma così facendo credo che abbia rivelato molto. Io non sono una persona molto aperta per natura, ma credo che la sincerità sia arrivata attraverso la mia musica e i miei testi, perché trovo molto difficile essere aperto nella vita di tutti i giorni". Al di fuori della musica country, Peck ha citato come influenze Roy Orbison, gli Oasis, Whitney Houston, Doja Cat e Lana Del Rey e i registi David Lynch e John Waters.

## Vita privata
Orville Peck è apertamente omosessuale. Riguardo alle ragioni che lo spingono a indossare una maschera per esibirsi, Peck ha dichiarato che "l'unica ragione per cui non ne parlo in modo approfondito non è perché voglio evitare qualsiasi domanda, ma perché voglio che le persone abbiano la loro opinione in merito. Non voglio spiegarlo e puntualizzare. Non credo che sia importante".

## Discografia

### Album in studio
- 2019 – Pony
- 2022 – Bronco
- 2024 – Stampede

### EP
- 2020 – Show Pony
- 2022 – Bronco: Chapter 1
- 2022 – Bronco: Chapter 1 & 2
- 2024 – Stampede: Vol. 1

### Singoli
- 2018 – Big Sky
- 2019 – Dead of Night
- 2019 – Turn to Hate
- 2020 – Summertime
- 2020 – No Glory in the West
- 2020 – Smalltown Boy
- 2020 – Unchained Melody/You've Lost That Lovin' Feelin' (con Paul Cauthen)
- 2021 – Born This Way (The Country Road Version)
- 2021 – Miss Chatelaine (Iron Hoof Remix) (con K.d. lang)
- 2022 – Mona Lisas and Mad Hatters
- 2023 – This Masquerade
- 2024 – Cowboys Are Frequently, Secretly Fond of Each Other (con Willie Nelson)
- 2024 – Midnight Ride (con Kylie Minogue e Diplo)
- 2024 – Death Valley High (con Beck)
- 2024 – Permanently Lonely

#### Come featuring
- 2021 – Jackson (Trixie Mattel feat. Orville Peck)

### Con i Nü Sensae
- 2008 – Self Titled
- 2010 – TV, Death and the Devil
- 2012 – Sundowning

## Teatro
- Cabaret, libretto di Joe Masteroff, testi di Fred Ebb, colonna sonora di John Kander, regia di Rebecca Frecknall. August Wilson Theatre di Broadway (2025)